# 物部匝瑳熊猪
物部匝瑳 熊猪（もののべのそうさ の くまい）は、平安時代初期の豪族。姓は連のち宿禰。官位は外従五位下・鎮守将軍。勲等は勲六等。

## 経歴
主殿允を経て、仁明朝初頭の承和元年（834年）外従五位下・鎮守将軍に叙任され地方官に転じる。
翌承和2年（835年）連姓から宿禰姓に改姓すると同時に、本貫を下総国匝瑳郡から左京二条に移している。なお『続日本後紀』のこの改姓記事の中で、かつて物部小事が坂東に遠征した功労により、下総国に匝瑳郡を建てることを許され、その地名を氏の名に負ったこと。熊猪は小事の子孫であることが語られている。
また時期は不明ながら東国で軍功を挙げたらしく、承和2年（835年）までに勲六等の叙勲を受けている。

## 官歴
『続日本後紀』による。
- 時期不詳：正六位上。主殿允。
- 承和元年（834年） 5月19日：外従五位下、鎮守将軍
- 時期不詳：勲六等
- 承和2年（835年） 3月16日：連姓から宿禰姓に改姓。下総国から左京二条に移貫